# سفرجل صيني
السفرجل الصيني (الاسم العلمي: Pseudocydonia sinensis) هي شجرة نفضية أو شبه دائمة الخضرة من الفصيلة الوردية، موطنها جنوب وشرق الصين. تستخدم ثمارها الصلبة والقابضة في الطب الصيني التقليدي، وكغذاء في شرق آسيا، يبلغ طول الأشجار من 10–18 متر (33–59 قدم).

## معرض الصور

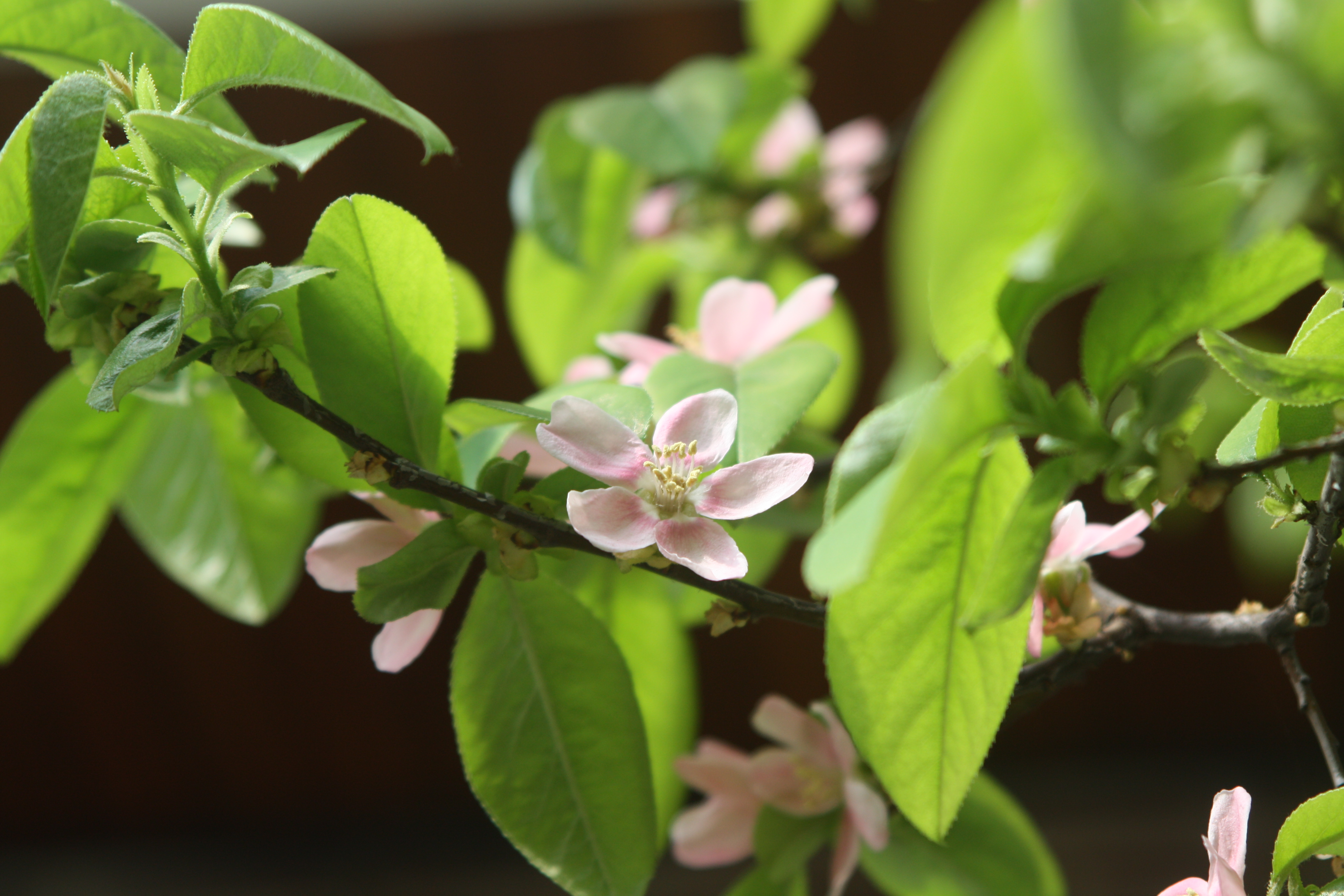
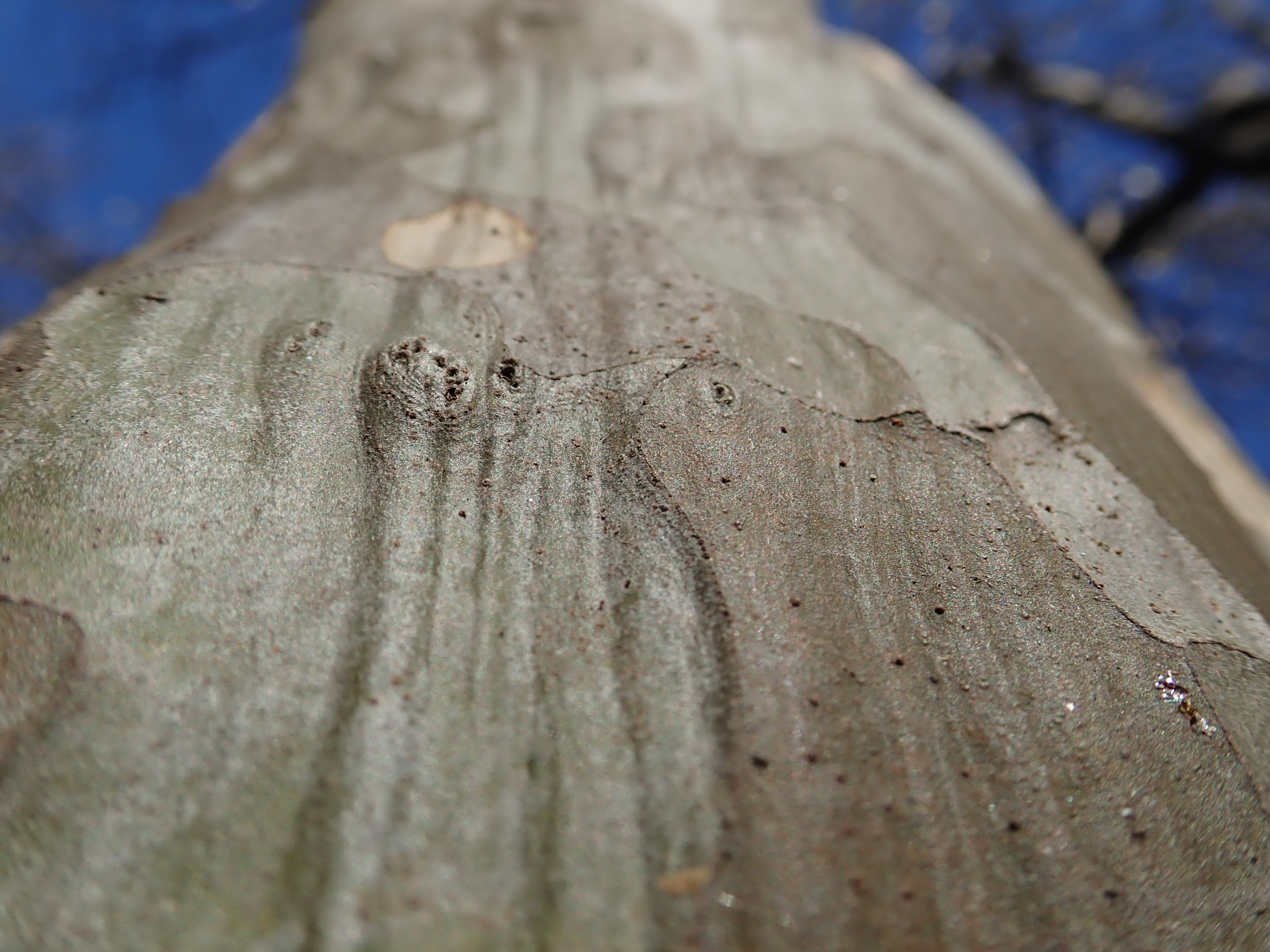
تفاصيل الجذع
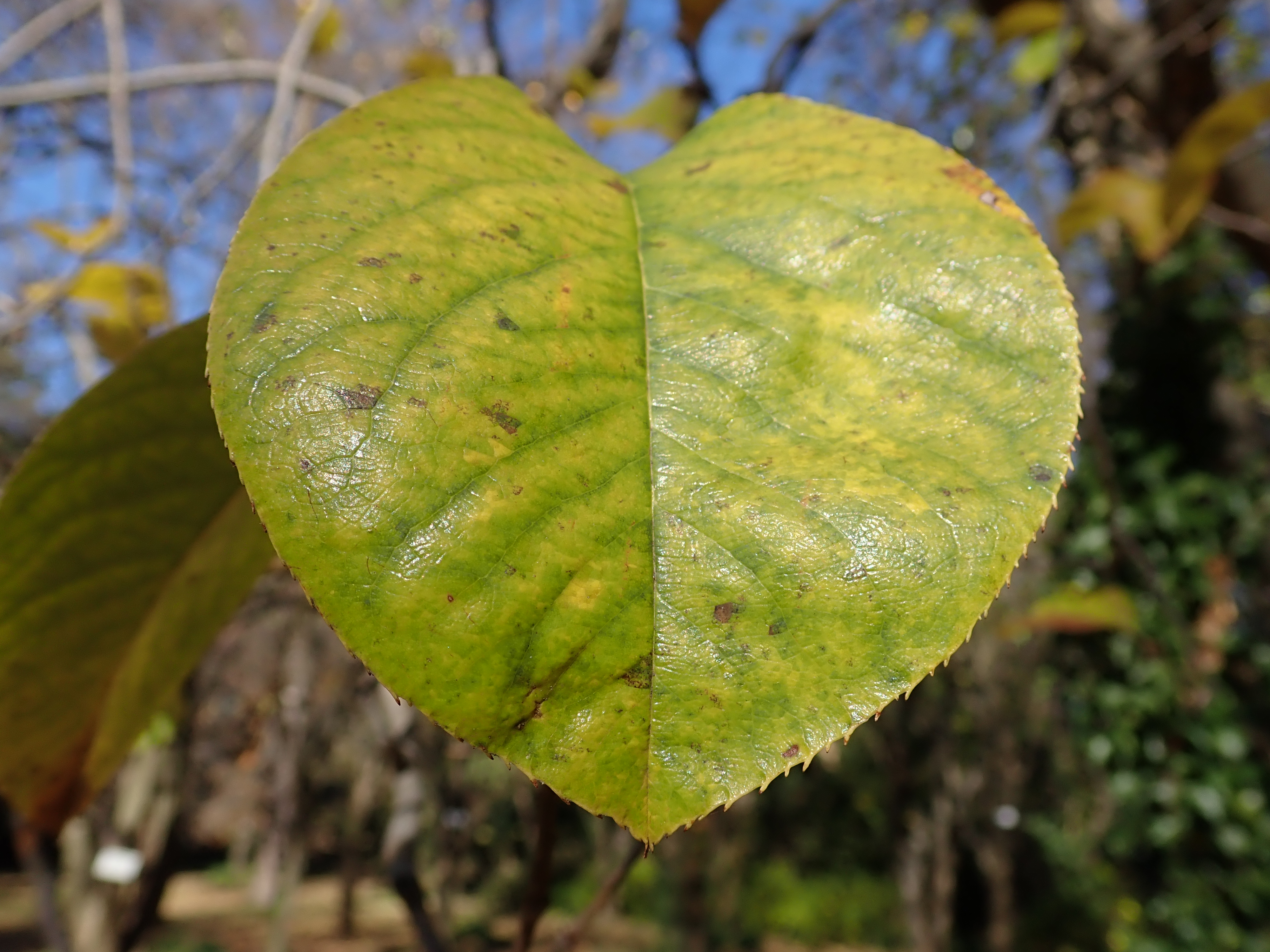
تفاصيل الورقة
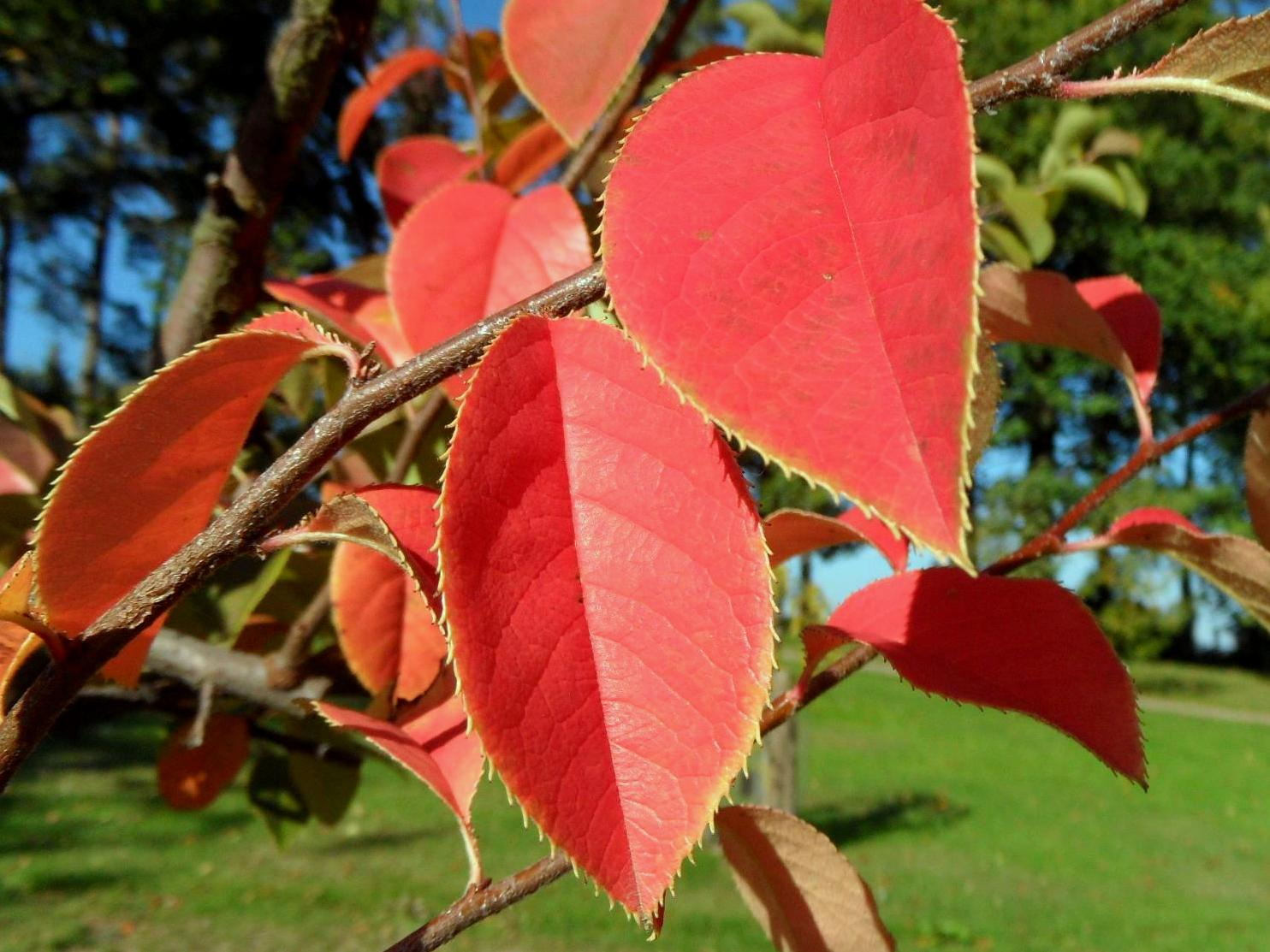
الأوراق في الخريف